# Ultras Sintra
Os Ultras Sintra, claque de apoio ao Hockey Club Sintra, nasceram em 2004.
Embora a ideia inicial fosse apoiar as equipas de futebol e de hóquei em patins da sua região, rapidamente se aperceberam que tal não seria possível tendo optado por apoiar a mais representativa das equipas do concelho, o Hockey Club de Sintra. A ideia de formar o grupo ultra partiu de um conjunto de amigos da zona de Sintra, mais especificamente num jogo que opôs o Algueirão e o Mem-Martins, no início do mês de Abril de 2004. A claque e o mundo ultra não eram estranhos e fascinavam os membros deste grupo já que eram quase na sua totalidade, antigos e atuais membros ativos de claques nacionais como os Иo Иame Boys, Juve Leo e Super Dragões.
A estreia oficial aconteceu no dia 10 de Abril no jogo que opôs o Mafra ao Sintrense no estádio do adversário.
A última presenta dos Ultras Sintra num jogo foi em Julho de 2006, tendo sido justificada esta situação em 28 de Dezembro de 2006 no seu blog: http://ultras-sintra.blogspot.com/2006/12/82-os-ultras-so-eternos.html
- http://ultrassintra.no.sapo.pt/under/index.html
- Blog dos Ultras Sintra
- http://hcsintra.com/

Os Ultras Sintra voltaram em inícios de 2010 mais fortes do que nunca, renovados, demonstrando que o Hockey em Patins não se acabou em Sintra e que a juventude da região está disposta a dar a sua palavra na luta pela sua equipa e pela sua Vila de Sintra.
A primeira reaparição foi feita no jogo frente à Juventude Ouriense, ainda durante a época de 2009/10. Desde então, os Ultras Sintra têm reaparecido mais fortes do que nunca, colocando sempre uma média de 50 ultras no pavilhão de Monte Santos, o que atualmente os coloca entre uma das melhores claques de pavilhão a nível nacional, tanto em apoio vocal, como também em número de elementos. Neste momento, os Ultras Sintra contam-se em cerca de 250 membros, tornando-os um caso bastante sério no mundo ultra nacional.
Os Ultras Sintra têm usado as novas tecnologias para se expressarem e se divulgarem, utilizando a página UltraSSintra no Facebook. Para além do mais, os Ultras Sintra continuam a utilizar o blog que se encontrava em uso, através da ligação http://www.ultras-sintra.blogspot.com